# Zino Francescatti
Zino Francescatti, właśc. René-Charles Francescatti (ur. 9 sierpnia 1902 w Marsylii, zm. 17 września 1991 w La Ciotat) – francuski skrzypek.

## Życiorys
Jego pierwszym nauczycielem był ojciec, skrzypek René Francescatti. Debiutował publicznie w wieku 5 lat. W wieku 10 lat wystąpił jako solista w Koncercie skrzypcowym Ludwiga van Beethovena. W 1926 roku odbył tournée po Wielkiej Brytanii, grając w duecie z Maurice’em Ravelem. W 1939 roku po raz pierwszy wystąpił w Stanach Zjednoczonych, wykonując I Koncert skrzypcowy Niccolò Paganiniego z New York Philharmonic pod batutą Johna Barbirolliego. Od 1942 roku występował regularnie z Robertem Casadesusem. Dokonał nagrań płytowych dla wytwórni Columbia i Philips. Odznaczony został orderem oficera Legii Honorowej, komandorią Orderu Sztuki i Literatury, krzyżem wielkim Orderu Narodowego Zasługi oraz belgijskim Orderem Leopolda.
Był pierwszym wykonawcą Suite anglaise Dariusa Milhauda (1945). Zajmował się także komponowaniem, napisał Préludes na fortepian oraz utwory skrzypcowe: Aria, Polka i Berceuse sur le nom de Ravel.
W jego posiadaniu były skrzypce Stradivariego „Hart” z 1727 roku. Po przejściu na emeryturę w 1976 roku sprzedał ten instrument, a uzyskane pieniądze przeznaczył na założenie fundacji wspierającej młodych skrzypków.